# 鄧士龍
鄧士龍，字時化，號濟寰，江西南昌府南昌县峰東人，明朝政治人物。

## 生平
十月初二日生，治易经。萬曆十年（1585年）壬午科江西鄉試第十三名舉人，二十三年（1595年）乙未科會試第八十二名，廷試二甲第四十八名進士。大理寺觀政，選庶吉士，二十五年八月授翰林院编修，二十九年养病。三十四年十二月升右中允兼编修，三十五年閏六月管理诰敕，三十七年奉命册封代府潞城王，使还，本年十二月升右諭德兼翰林院侍讲。四十一年十一月升左庶子兼侍读，四十二年三月升国子监祭酒。著有《國朝典故》一百十卷。

## 家族
曾祖鄧漢儔。祖父鄧成。父鄧建封，封文林郎翰林院编修。母魏氏，贈孺人；继母袁氏。具庆下。娶羅氏，子應元、廷翰、應選、應明、應楨。